# Вердау
Вердау (њем. Werdau) град је у њемачкој савезној држави Саксонија. Једно је од 33 општинска средишта округа Цвикау. Према процјени из 2010. у граду је живјело 23.146 становника. Посједује регионалну шифру (AGS) 14524300.

## Географски и демографски подаци
Вердау се налази у савезној држави Саксонија у округу Цвикау. Град се налази на надморској висини од 334 метра. Површина општине износи 65,6 km². У самом граду је, према процјени из 2010. године, живјело 23.146 становника. Просјечна густина становништва износи 353 становника/km².

## Међународна сарадња
| Мјесто   | Држава               | Врста сарадње | Од    |
| -------- | -------------------- | ------------- | ----- |
| Или Камс | Уједињено Краљевство | контакт       | 2000. |
|          | Француска            | контакт       | 2000. |
|          | Француска            | контакт       | 2000. |
| Извор    |                      |               |       |